# Isaiah Stewart
Isaiah Stewart (Rochester, 22 mei 2001) is een Amerikaans basketballer die speelt als power forward of center voor de Detroit Pistons.

## Carrière
Stewart speelde collegebasketbal voor de Washington Huskies. In 2020 stelde hij zich kandidaat voor de NBA draft waar hij als 16e werd gekozen in de eerste ronde door de Portland Trail Blazers. Hij werd samen met Trevor Ariza en een 1ste ronde draft in 2021 naar de Houston Rockets geruild voor Robert Covington. Daarna werden Stewart en Ariza, samen met een geldbedrag en een 2de ronde draft in 2027 naar de Detroit Pistons geruild in ruil voor Christian Wood, een 2021 1ste ronde en een 2de ronde draft in 2021. Hij maakte zijn NBA debuut voor de Pistons op 28 december 2020 tegen de Atlanta Hawks. Aan het einde van zijn eerst seizoen werd hij verkozen tot het NBA All-Rookie Second Team.
Vanaf het seizoen 2021/22 werd Stewart bij de Pistons uitgespeeld als basisspeler. Op 10 juli 2023 tekende Stewart een vernieuwd 4-jarig contract bij de Detroit Pistons.

## Erelijst
- NBA All-Rookie Second Team: 2021

## Statistieken

### Regulier seizoen
| Seizoen  | Team            | WG  | WS  | MPW  | 2P%  | 3P%  | FW%  | RPW | APW | SPW | BPW | PPW  |
| -------- | --------------- | --- | --- | ---- | ---- | ---- | ---- | --- | --- | --- | --- | ---- |
| 2020/21  | Detroit Pistons | 68  | 14  | 21,4 | 55,3 | 33,3 | 69,6 | 6,7 | 0,9 | 0,6 | 1,3 | 7,9  |
| 2021/22  | Detroit Pistons | 71  | 71  | 25,6 | 51,0 | 32,6 | 71,8 | 8,7 | 1,2 | 0,3 | 1,1 | 8,3  |
| 2022/23  | Detroit Pistons | 50  | 47  | 28,3 | 44,2 | 32,7 | 73,8 | 8,1 | 1,4 | 0,4 | 0,7 | 11,3 |
| 2023/24  | Detroit Pistons | 46  | 45  | 30,9 | 48,7 | 38,3 | 75,3 | 6,6 | 1,6 | 0,4 | 0,8 | 10,9 |
| Carrière | Carrière        | 235 | 177 | 26,0 | 49,8 | 34,8 | 72,7 | 7,6 | 1,2 | 0,4 | 1,0 | 9,3  |